# Stadion Grünfeld
Stadion Grünfeld – stadion piłkarski w Rapperswil-Jona, w Szwajcarii. Może pomieścić 3904 widzów. Na obiekcie swoje spotkania rozgrywają piłkarze klubu FC Rapperswil-Jona.